# Hanna Sevenster
Hanna Geertruid Sevenster (Leiden, 7 maart 1963) is een Nederlands juriste gespecialiseerd in het Europese milieurecht. Tegenwoordig is zij lid van de Nederlandse Raad van State.

## Loopbaan
In 1980 behaalde Sevenster haar diploma aan het Stedelijk Gymnasium te Leiden. Van 1980 tot 1985 studeerde Sevenster rechtsgeleerdheid aan de Universiteit Leiden, waar ze van 1987 tot 1993 aan het Europa Instituut doceerde en in 1992 promoveerde op het proefschrift Milieubeleid en gemeenschapsrecht: het interne juridische kader en de praktijk. Vervolgens was ze van 1994 tot 2001 advocaat te Den Haag; vanaf 1996 was ze ook deeltijdhoogleraar internationaal milieurecht aan de Universiteit van Amsterdam.
In 2001 werd Sevenster hoofd van de afdeling Europees recht van de directie Juridische Zaken van het Nederlandse ministerie van Buitenlandse Zaken. Haar benoeming tot Lid van de Raad van State volgde op 1 juni 2007. Ze is voorts lid van de redactie van diverse nationale en internationale juridische tijdschriften.
Sevenster is enige tijd professioneel volleybalster geweest in Italië.
Leden:
Koning der Nederlanden · 
Th.C. de Graaf (vice-president) · 
R. Uylenburg (voorzitter ABRvS) · 
J.E.M. Polak · 
H.G. Sevenster ·  
L.F.M. Verhey ·  
B.P. Vermeulen 

Staatsraden: 
C.H.M. van Altena ·
T. Avedissian* ·
H.J.M. Baldinger · 
A.W.M. Bijloos · 
J.C. Boeree* ·
C.J. Borman ·
J.H. van Breda ·
B.J. Bruins ·
K.M. Buitenweg ·
W.D. Bult-Spiering ·  
E.J. Daalder ·
J.Th. Drop · 
V.V. Essenburg · 
B.J. van Ettekoven · 
M.W.C. Feteris* ·
J.J.W.P. van Gastel · 
F.H.G. de Grave · 
J.W. van de Gronden* ·
G. de Groot* ·
J.F. de Groot · 
J. Gundelach ·
G.J.J. Heerma van Voss ·
S.J.C. Hemels · 
M. den Heijer · 
J. Hoekstra · 
G.J.H. Houtzagers · 
G.T.J.M. Jurgens ·
M.M. Kaajan · 
P.H.A Knol · 
R.W.L. Koopmans* · 
A. Kuijer · 
C.C.W. Lange ·
B. Meijer ·
E.A. Minderhoud ·
A.J.C. de Moor-van Vugt ·
J.M.L. Niederer ·
A.G.A. Nijmeijer* ·
W. den Ouden · 
J.C.A. de Poorter · 
B.P.M. van Ravels · 
J. Schipper-Spanninga ·  
J.A.W. Scholten-Hinloopen ·
C.H. Sieburgh* ·
N.J. Schrijver ·
Th.G.M. Simons* · 
G. Snijders* ·
M. Soffers · 
G. Snijders* · 
E. Steendijk ·
A.L.J. van Strien* · 
R.J.M. van den Tweel ·
A. ten Veen · 
G.O. van Veldhuizen ·
H.C.P. Venema ·
D.A. Verburg ·
N. Verheij · 
M.B. Vos ·
P.J. Wattel* ·
R.J.G.M. Widdershoven* ·
J.M. Willems · 
C.M. Wissels · 
S.F.M. Wortmann · 
R. van Zwol 
(*staatsraad in buitengewone dienst)

Staatsraad van het Koninkrijk:
M.G.M. Schwengle (Aruba) · P.R.J. Comenencia (Curaçao) · M.C. van der Sluijs-Plantz (Sint Maarten)